# Rulezpeeps
rulezpeeps（ルールズピープス）は、日本の千葉県鴨川市に本社を置く株式会社アンコモンクリエーションで運営されている日本製アウトドア アパレルメーカーであり、そのブランド名である。
2003年に設立。
リラックス＆エンジョイをテーマに徹底的に着心地にこだわり、糸から素材を開発しているアイテムが多数ある。
代表的なアイテムのチャリパーカーや近年はオゾン防縮メリノウールを使用した「SMILEWOOL」など中心に
海外からもオファーがある。